# Papa Don't Preach
Singles de Madonna
Live to Tell
(1986) True Blue
(1986)
Pistes de True Blue
Open Your Heart
(2)
Papa Don't Preach est une chanson dance-pop de l'artiste américaine Madonna. Elle est écrite par Brian Elliot et Madonna ajoute quelques paroles, produite par Stephen Bray et Madonna pour son troisième album studio True Blue, sorti en juin 1986. La chanson est aussi remixée dans la compilation The Immaculate Collection et est ré-utilisée dans sa forme d'origine pour Celebration. Le style musical combine de la pop et des rythmes classiques, et les paroles traitent de la mère adolescente et de l'avortement. Le clip vidéo, dirigé par James Foley, montre la seconde image métamorphosée de Madonna, avec un corps plus tonique et musclé et des cheveux blond platine.
Sorti comme second single de l'album en mi-1986, la chanson est un succès commercial. Elle devient le quatrième numéro un du Billboard Hot 100, et fait de même au niveau international, arrivant en tête en Australie et au Royaume-Uni. Elle est très bien reçue par les critiques musicaux qui la citent souvent comme point fort de l'album.
Bientôt après la sortie du single, la chanson cause plusieurs discussions sur le contenu des paroles. Des organisations féminines et d'autres dans la planification familiale critiquent Madonna pour l'encouragement à être enceinte à l'adolescence, tandis que des groupes opposés à l'avortement voient la chanson comme un message positif envers le mouvement pro-vie. La chanson provoque également le premier conflit de Madonna avec le Vatican, car elle dédicace la chanson au pape Jean Paul II, qui exhorte les fans italiens à faire le boycott de ses concerts durant le Who's That Girl Tour en 1987.

## Genèse
Durant l'automne 1985, Madonna commence à écrire et enregistrer des chansons pour son troisième album studio, True Blue. Elle les ramène à Stephen Bray et embauche un nouvel auteur collaborateur, Patrick Leonard, pour l'aider à coécrire huit des neuf pistes de l'albums. La première piste, Papa Don't Preach, est écrite par Brian Elliot, qui la décrit comme « une chanson d'amour, peut-être encadrée un peu différemment ». La chanson est basée sur des potins d'adolescent qu'il a entendu en dehors du studio qui a une large vitrine en façade qui fait miroir où les écolières du North Hollywood High School à Los Angeles s'arrêtent régulièrement pour se recoiffer ou parler. Elle est expédiée à Madonna par Michael Ostin, le même cadre de Warner Bros. Records qui a découvert Like a Virgin. Madonna contribue seulement par des révisions mineures des paroles, faisant de Papa Don't Preach la seule chanson de l'album où elle n'a pas eu trop d'importance dans l'écriture. En 2009, durant une interview avec Rolling Stone, Madonna est interrogée par Austin Scaggs qui lui demande pourquoi le thème de la chanson est éloquent pour elle. Elle répond :

« La chanson s'adapte juste bien avec mon propre esprit à l'époque de tenir tête à l'autorité des hommes, que ce soit le pape, ou l'église catholique ou mon père et son conservatisme, les manières patriarcales. [...] Pour Papa Don't Preach, il y avait plusieurs opinions - c'est pourquoi, je pensais qu'il était si grand. Est-elle pour anglais : 'schma-smortion', comme cela est dit dans En cloque, mode d'emploi ? Est-elle contre l'avortement, etc.. »

## Composition
Papa Don't Preach est une chanson dance-pop avec une instrumentation de guitare rythmique, électrique et acoustique, claviers de cordes. Elle situe dans une signature rythmique commune et a un tempo modéré de 116 pulsations par minute. Elle est composée dans une clé de fa mineur, un choix inhabituel pour une chanson pop, mais fréquemment utilisée pour la musique classique comme la sonate pour piano n° 23 de Beethoven. La combinaison de la clé et du tempo produit une disjoncture entre les rythmes pops et classiques, soulignée par l'instrumentation durant l'introduction.
La chanson commence avec un style vivaldien distinct, le tempo rapide et la progression d'accords de style classique anticipe les paroles qui suivent. L'accord d'ouverture et la mélodie insiste sur le tonus des notes principales : fa m, mi, ré, do m, ré, mi, fa m, ré, mi et fa m, ressemblant à un travail baroque. Cela est suivi d'une musique de danse par un rythme énergique venant des instruments. La voix de Madonna se range entre les notes fa3 à do5 et a un son différent de ses œuvres différentes, plus mature, centrée et avec une gamme inférieure.
Les paroles montrent l'intérêt de Madonna dans son éducation catholique, le thème de la chanson est sur une adolescente qui avoue à son père qu'elle est enceinte et refuse de faire un avortement ou d'abandonner le bébé pour une adoption malgré ce que ses amis lui disent. Elle est construite dans une forme couplet-refrain, avec un pont avant le troisième refrain. Au début, elle s'adresse directement à son père, lui demandant de lui parler comme une adulte, « You should know by now that I'm not a baby ». La transition du refrain emploie une voix plus dramatique avec une gamme élevée, finissant presque en un cri quand elle chante « Please ». Menant au refrain, Madonna change dans une voix suppliante, chantant le hook dans un ton élevé. Durant le pont, la chanson figure un rythme d'inspiration espagnole, l'un des premiers exemples de l'influence qu'a la musique latine dans le style musical de Madonna.

## Réception

### Critiques de la presse
Papa Don't Preach est louée par les critiques musicaux pop. Davitt Sigerson du magazine Rolling Stone dit dans une critique de l'album True Blue que s'il y a un problème avec l'album « c'est le manque de chansons remarquables » en ajoutant que « seul le magnifique Papa Don't Preach le hook au profil haut pour égaler Like a Virgin, Dress You Up et Material Girl ». Dans sa critique de True Blue, Stephen Thomas Erlewine de AllMusic pense qu'« elle utilise la musique pour accrocher aux critiques tout comme elle amorce un public de masse avec des coups de maîtres comme Papa Don't Preach ». Robert Christgau, dans une critique de The Village Voice, trouve que « Madonna ne parle plus pour les adolescents ordinaires rudes », ajoutant que « le contenu antiavortement de Papa Don't Preach n'est pas sans équivoque, et ne rendrait pas la chanson mauvaise par définition si elle l'était, l'ambiguïté est plutôt une excuse bidon qu'une porte ouverte, ce qui est mauvais ».
Sal Cinquemani de Slant Magazine dit qu'« avec des chansons comme Papa Don't Preach, Madonna fait la transition de la prostituée pop à l'artiste complète, rejoignant le rang des icônes des années 80 comme Michael Jackson et Prince ». David Browne de Entertainment Weekly, dans une critique de sa première compilation The Immaculate Collection, commente que « en théorie, une citadine de trente ans chantant dans une voix d'adolescente enceinte, sonne ridicule » mais ajoute qu'« avec l'aide de collaborateurs comme Stephen Bray et Patrick Leonard, cependant, se transforme en piste pop parfaitement imaginée ». En 2005, le magazine Blender place la chanson à la 486e position de la liste « The 500 Greatest Songs Since You Were Born ». En 1987, la chanson est nommée au Grammy Award for Best Female Pop Vocal Performance aux 29th Grammy Awards mais perd face à The Broadway Album de Barbra Streisand.

### Performances dans les hit-parades
Papa Don't Preach est sortie aux États-Unis en juin 1986. Elle débute dans le Billboard Hot 100 à la 42e place et dans les huit semaines qui succèdent sa sortie, elle atteint la première place devenant le quatrième numéro un aux États-Unis. Elle demeure en tête pendant deux semaines et reste dix-huit semaines au total. Elle atteint également la quatrième position du Hot DanceMusic/Club Play et la seizième du Hot Adult Contemporary. En octobre 1998, la chanson est certifiée disque d'or par la Recording Industry Association of America (RIAA) pour la vente de 500 000 exemplaires du single. À la fin de l'année 1986, elle termine à la 29e position du classement annuel du Billboard. Au Canada, la chanson entre dans le classement RPM à la 53e place le 5 juillet 1986 et reste le top pendant deux semaines en août 1986 et demeure dans le classement pendant vingt semaines. Elle arrive treizième du classement RPM de l'année 1986.
Au Royaume-Uni, Papa Don't Preach sort le 23 juin 1986. La semaine suivante, la chanson démarre à la treizième place du UK Singles Chart et grimpe au sommet deux semaines plus tard. Elle reste à cette position pendant trois semaines et demeure dans le classement pendant quinze semaines puis est certifiée disque d'or par la British Phonographic Industry (BPI) en août 1986. Selon l'Official Charts Company, la chanson s'est vendue à 645 000 exemplaires au Royaume-Uni. En Europe, Papa Don't Preach connaît un grand succès, restant numéro un pendant onze semaines. Elle est première du classement en Belgique, Irlande, Italie et Norvège,,,, atteint le top 5 en Allemagne, Autriche, Espagne, France, Pays-Bas et Suisse,,,,, et le top 10 en Suède. En Australie et en Nouvelle-Zélande, elle atteint respectivement les première et troisième places,. Au Japon, elle est quatrième et est certifiée disque d'argent en France pour la vente de 250 000 exemplaires.

## Clip vidéo

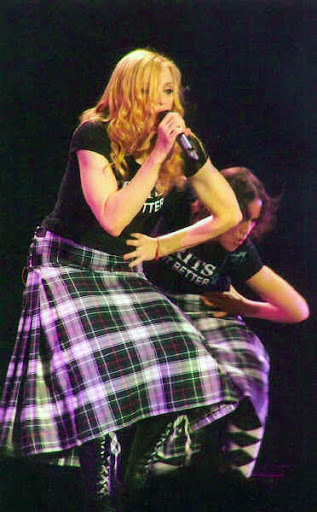
Madonna interprète Papa Don't Preach lors du Re-Invention Tour.

Pour le vidéoclip, Madonna montre une image complètement transformée. Elle échange les bijoux et le maquillage pour adopter un aspect gamine, particulièrement appliqué pour décrire le style et l'apparence que Shirley MacLaine et Audrey Hepburn utilisaient durant les années 1950,. Dans la vidéo, Madonna interprète un garçon manqué, habillée en jeans, une veste en cuir noir et un T-shirt où est inscrit « Italians do it Better ». Le clip alterne des plans avec une Madonna garçon manqué avec une Madonna sexy avec un corps plus tonique et musclé, des cheveux blond platine tondus, et des vêtements décolletés, comportant un bustier noir de style 1960 et un corsaire. Le clip vidéo est dirigé par James Foley, produit par David Naylor et Sharon Oreck, et Michael Ballhaus est chargé de la photographie. L'acteur Alex McArthur joue le petit ami de Madonna et le père de son enfant dans le clip. Madonna remarque McArthur dans le petit rôle d'un jeune homme naïf dans le film Desert Hearts, et pense qu'il est naturel de le faire jouer comme son petit ami mécanicien. « Je travaillais dans le garage sur ma Harley » dit McArthur, « j'ai répondu au téléphone et une voix m'a dit : « Salut, c'est Madonna. Je voudrais que tu sois dans mon prochain clip » ».
Il commence par une vue sur la ligne d'horizon de New York, le Ferry de Staten Island et des gros plans sur des personnes. Madonna interprète une adolescente, qui se promène le long d'une voie. Ensuite, le clip montre un des souvenirs de son père, joué par Danny Aiello, avec sa petite fille. On voit ensuite Madonna avec son petit ami, interprété par l'acteur Alex McArthur. Ces images sont juxtaposées avec des plans où Madonna danse et chante dans un petit studio sombre. Madonna s'éloigne ensuite de ses amies, qui l'avertissent sur son petit ami. Ils passent une soirée romantique ensemble sur une péniche où ils réfléchissent sur leur avenir après avoir vu un vieux couple. Madonna découvre ensuite qu'elle est enceinte et le dit à son père après beaucoup d'hésitation. Il y a une tension entre eux pendant quelques jours. Son père accepte finalement sa grossesse, et la scène finale montre une réconciliation entre père et fille.
Georges-Claude Guilbert, auteur de Madonna As Postmodern Myth, compare son look dans le clip « à une combinaison de Marilyn Monroe, Jean Seberg et Kim Novak ». Il ajoute qu'il est difficile pour lui de croire que « [Madonna] ne savait pas qu'elle allait provoquer une grosse polémique avec son clip... Avec la chanson et le clip, elle donne un visage de l'Amérique d'un pays ravagé par le débat sur l'avortement, qui est loin d'être résolu ». Lynda Hart, une des auteurs de Acting Out: Feminist Performances, trouve que le clip « alterne entre deux représentations compétitives de Madonna... Chargé de contraintes, les deux facettes de la vidéo ressemblent à une invitation vers un certain mode de vie, en n'assumant pas l'invocation stylistique d'une rhétorique d'autorisation ». Aux MTV Video Music Awards de 1987, le clip de Papa Don't Preach gagne le prix Best Females Video, et est nommée pour les catégories Best Cinematography et Best Overall Performance.

## Interprétations scéniques

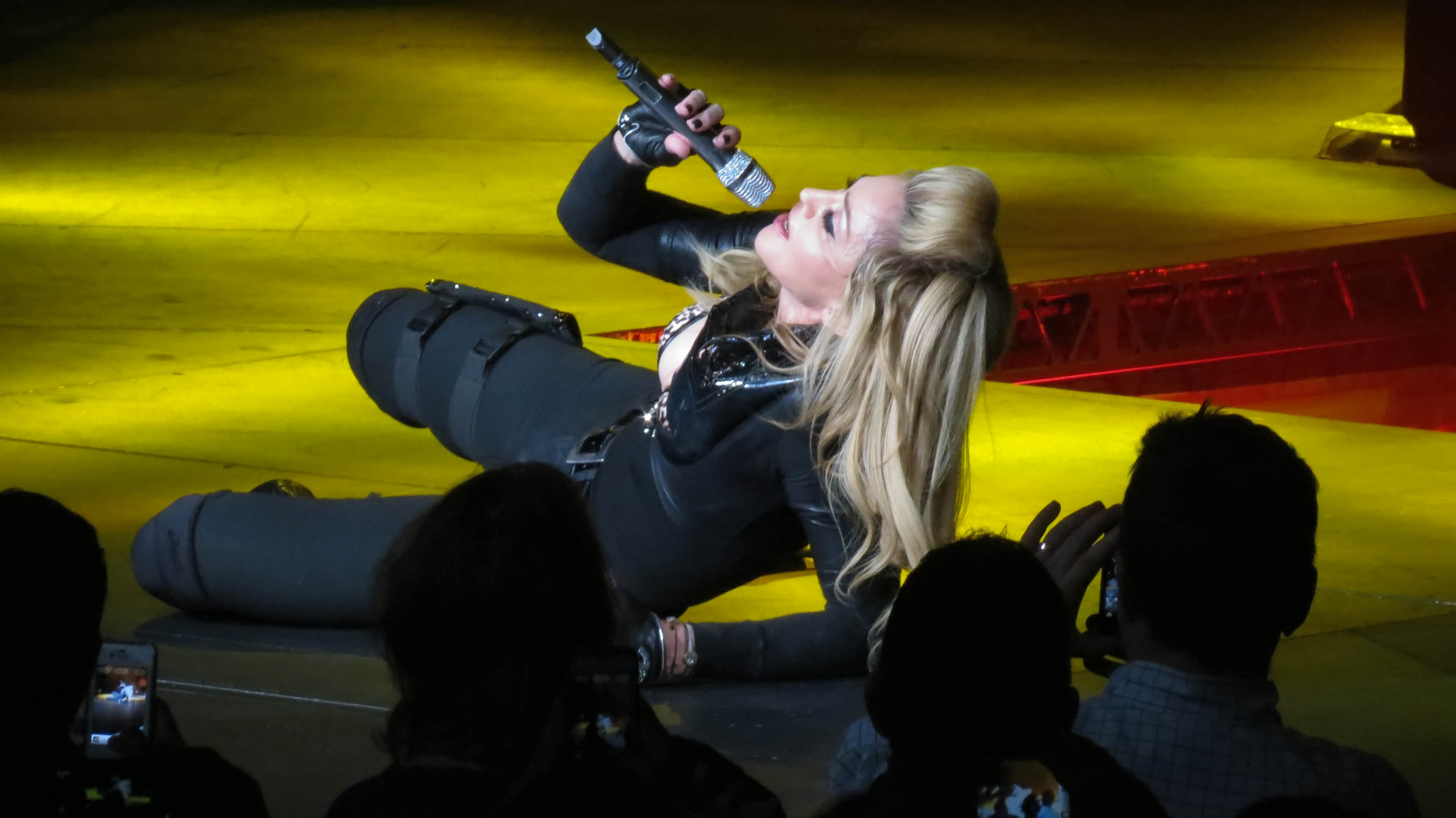
Papa Don't Preach interprétée à Seattle pendant The MDNA Tour en octobre 2012.

Madonna interprète la chanson durant quatre de ses tournées. Elle donne la première en 1987, durant le Who's That Girl Tour, où elle danse autour de la scène habillée d'une robe blanche de style espagnole conçue par Marlene Stewart et une veste en cuir noir similaire à celle utilisée dans le clip vidéo. L'écran du fond montre des portraits du pape Jean-Paul II et le président américain Ronald Reagan, avec des scènes du troisième court métrage de John Perry intitulé The Nightmare, et finit avec le mot « Safe Sex » pour terminer sa prestation. Elle dédicace la chanson au pape, marquant son premier conflit avec le Vatican, et le pape Jean-Paul II demande aux fans italiens de faire le boycott de ses concerts,. Deux prestations différentes sont disponibles sur les vidéos Who's That Girl - Live in Japan, filmée à Tokyo le 22 juin 1987, et Ciao, Italia! – Live from Italy, filmée à Turin le 4 septembre 1987.
Trois ans plus tard sur son Blond Ambition Tour, Madonna évoque des images catholiques durant la prestation de Papa Don't Preach. Elle porte un caftan noir et danse énergiquement accompagnée de six danseurs masculins, avec une plateforme pleine de cierge au fond. Deux performances différentes sont visibles dans les vidéos Blond Ambition - Japan Tour 90, filmée à Yokohama le 27 avril 1990, et Blond Ambition World Tour Live, filmée à Nice le 5 août 1990. En 2004, durant le Re-Invention Tour, Madonna porte un kilt écossais et un T-shirt où est écrit « Kabbalists do it Better » dans la plupart de ses concerts mais aussi « Brits do it Better » ou encore « Irish do it Better » durant ses spectacles au Royaume-Uni et en Irlande, rappelant le T-shirt utilisé dans le vidéoclip. En 2012, Madonna inclut une version raccourcie de Papa Don't Preach dans sa tournée The MDNA Tour : habillée dans une tenue noire près du corps, elle interprète la chanson en rampant par terre avant d'être interrompue par des danseurs en tenue militaire portant des masques d'animaux qui l'entourent, la baillonent et l'emmènent vers sur la scène principale, menant à l'interprétation d'Hung Up,. La performance est incluse dans l'album live MDNA World Tour sorti en septembre 2013.

## Reprises
Papa Don't Preach est reprise par de nombreux artistes. En 2002, la chanteuse britannique Kelly Osbourne enregistre avec les membres d'Incubus Mike Einziger et Jose Pasillas, une version hard-rock de la chanson produite par son frère Jack Osbourne. Elle est incluse comme piste bonus de son premier album Shut Up et comme bande sonore de l'émission de téléréalité de MTV The Osbournes,. La chanson sort au Royaume-Uni en septembre 2002 et atteint la troisième place du classement national et la première du classement rock,. Dans le reste de l'Europe, elle est première en Irlande et Finlande, ainsi que le top 20 en Suède. En Australie, la chanson démarre à la troisième place, et est certifiée disque de platine par l'Australian Recording Industry Association (ARIA). Cette version est éreintée par les critiques musicaux, qui pensent que la reprise « fait précisément zéro sensation », et qu'elle « pue de l'opportunisme », critiquant aussi la collaboration d'Incubus, la décrivant comme « ordinaire » et que « leur présence rend l'ensemble de ce fatras à peine distinguable, ».
Le groupe français Mad'House réalise une reprise Eurodance de la chanson, qui est incluse dans leur album Absolutely Mad. Plusieurs reprises sont disponibles sur des albums hommage comme celle de Brook Barros dans The Music of Madonna, sorti en 2005, la version jazz de Bo. Da. sur Plays Madonna in Jazz, sorti en 2007. La chanson est samplée au début du single Never Really Was de Mario Winans et dans une version lente pour le titre Fallen de Keshia Chante. La série Glee fait une version acoustique interprétée par Dianna Agron. En 2001, Picturehouse sortent une reprise acoustique pour leur album Even Better Than the Real Thing.

## Postérité
Étant donné l'augmentation de la popularité de la chanson aux États-Unis, elle reçoit des critiques et des soutiens par des groupes sur la grossesse et l'avortement. En juillet 1986, peu après la sortie du clip de Papa Don't Preach, Madonna répond sur la controverse autour de la chanson au critique musical Stephen Holden de The New York Times :

« Papa Don't Preach est un message que tout le monde prend dans le mauvais sens. Immédiatement, ils disent que j'encourage toutes les jeunes filles à être enceinte. Quand j'ai entendu la chanson pour la première fois, j'ai pensé que c'était stupide. Mais ensuite j'ai pensé, attendez une minute, que cette chanson parle réellement d'une fille qui prend une décision dans sa vie. Elle a une relation très proche avec son père et veut maintenir cela. Pour moi, c'est une célébration de la vie. Elle dit : « I love you, father, and I love this man and this child that is growing inside me ». Bien sûr, qui sait comment cela se terminera ? Mais au moins, cela commence positivement. »

Plusieurs personnes ont critiqué le message de la chanson comme Ellen Goodman, une syndicate nationale éditorialiste, qui qualifie le clip de « publicité pour la grossesse à l'adolescence ». L'avocate féministe Gloria Allred, porte-parole de l'Organisation Nationale pour les Femmes, demande furieusement à Madonna de faire un communiqué public ou une autre chanson développant le point de vue opposé. Alfred Moran, le directeur exécutif de Planned Parenthood of New York City, critique également la chanson, craignant qu'elle voudrait ébranler les efforts pour promouvoir le contrôle des naissances parmi les adolescents et qu'elle voudrait encourager la grossesse chez eux. Rappelant comment ses cliniques d'agence ont été remplies de jeunes filles portant des vêtements imitant le style de Madonna, Moran dit que le message de la chanson est que de « devenir enceinte est cool et avoir un bébé est le bon geste et la bonne idée c'est de ne pas écouter ses parents, l'école, toute personne qui dit le contraire - ne me sermonne pas, Papa. La réalité, c'est ce que Madonna suggère aux adolescents est un chemin pour une pauvreté permanente, ».
En opposition, des groupes contre l'avortement voit Papa Don't Preach comme une chanson positive sur le mouvement pro-vie. Susan Carpenter-McMillan, présidente de Feminists for Life (FFL) en Californie, dit que l'avortement est « facilement disponible dans tous les coins de rue pour les jeunes femmes. Maintenant, ce que Madonna leur dit est qu'il y a une alternative ». Tipper Gore, fondatrice du Parents Music Resource Center (PMRC), qui un an plus tôt dénonçait Madonna pour le contenu sexuel des paroles de Dress You Up, et lançait une campagne contre le contenu explicite en musique, salue Madonna pour parler franchement sur un sujet sérieux et un problème social important.
L'auteur musical, Brian Elliot, commente sur le débat : « Je voulais juste rendre cette fille dans la chanson comme un personnage sympathique. Comme je suis un père moi-même, je veux être accessible aux problèmes de mes enfants ». Madonna fuit la polémique et ne fait pas de commentaires sur l'utilisation de la chanson comme une déclaration anti-avortement. Son agent publicitaire, Liz Rosenberg, dit que « Madonna chante une chanson, elle ne prend pas un support », ajoutant que « sa philosophie est semblable aux gens qui peuvent penser ce qu'ils veulent croire, ».

## Crédits
- Parolier : Brian Elliot et Madonna
- Producteurs : Madonna, Stephen Bray et Reggie Lucas (pour Ain't No Big Deal)
- Batteries : Stephen Bray
- Claviers : Stephen Bray
- Guitare rythmique : David Williams
- Guitare électrique : Bruce Gaitsch et John Putnam
- Guitare acoustique : John Putnam
- Claviers additionnels : Fred Zarr
- Percussions : Johnathan Moffett
- Arrangements : Billy Meyers
- Chœurs : Madonna, Siedah Garrett et Edia Lehmann

Source

## Versions
| - Single 45 tours 1. Papa Don't Preach – 4:27 2. Ain't No Big Deal – 4:12 - Single 45 tours (Japon) 1. Papa Don't Preach – 4:27 2. Think of Me – 4:54 - Single Maxi 45 tours 1. Papa Don't Preach (Extended Remix) – 5:43 2. Pretender (Version LP) – 4:28 - Ré-édition CD Single Allemagne 1. Papa Don't Preach (Extended Version) - 5:45 2. Ain't No Big Deal - 4:12 3. Papa Don't Preach (Version LP) - 4:27 | - Édition limitée Maxi 45 tours (Europe) 1. A1.Papa Don't Preach (Extended Version) – 5:45 2. B1.Ain't No Big Deal – 4:12 3. B2.Papa Don't Preach (Version LP) – 4:27 - CD vidéo single International 1. Papa Don't Preach (Version LP) – 4:27 2. Papa Don't Preach (Extended Remix) – 5:43 3. Pretender (Version LP) – 4:28 4. Papa Don't Preach (Vidéo) – 5:00 |

## Classements, certifications et successions à la première place
| Pays                                 | Meilleure Position |
| ------------------------------------ | ------------------ |
| Allemagne                            | 2                  |
| Australie                            | 1                  |
| Autriche                             | 4                  |
| Belgique                             | 1                  |
| Canada                               | 1                  |
| Espagne                              | 4                  |
| Europe                               | 1                  |
| France                               | 3                  |
| Irlande                              | 1                  |
| Italie                               | 1                  |
| Japon                                | 4                  |
| Norvège                              | 1                  |
| Nouvelle-Zélande                     | 3                  |
| Pays-Bas                             | 2                  |
| Royaume-Uni                          | 1                  |
| Suisse                               | 2                  |
| Suède                                | 6                  |
| États-Unis                           | 1                  |
| États-Unis Hot Dance Music/Club Play | 4                  |
| États-Unis Hot Adult Contemporary    | 16                 |

| Pays (1986)                          | Meilleure position |
| ------------------------------------ | ------------------ |
| Autriche                             | 21                 |
| Canada                               | 13                 |
| Italie                               | 1                  |
| Pays-Bas                             | 13                 |
| Suisse                               | 14                 |
| États-Unis                           | 29                 |
| États-Unis Hot Dance Music/Club Play | 29                 |

| Pays        | Certification |
| ----------- | ------------- |
| France      | Argent        |
| Royaume-Uni | Or            |
| États-Unis  | Or            |

## Compléments